# Cur Natan
Cur Natan (hebrejsky צוּר נָתָן, doslova „Natanova skála“, v oficiálním přepisu do angličtiny Zur Natan, přepisováno též Tzur Natan) je vesnice typu mošav v Izraeli, v Centrálním distriktu, v Oblastní radě Drom ha-Šaron.

## Geografie
Leží v nadmořské výšce 158 metrů na úpatí Samařska, v kopcovité oblasti podél Zelené linie oddělující vlastní Izrael v mezinárodně uznávaných hranicích od okupovaného Západního břehu Jordánu, nedaleko od okraje hustě osídlené a zemědělsky intenzivně využívané pobřežní nížiny, respektive Šaronské planiny. V údolí jižně pod obcí protéká Nachal Alexander, na severní straně terén klesá do údolí vádí Nachal Avrech. Na západ od vesnice vybíhá hřbet ve vrch Giv'at Me'amer - nejzazší výspu hornatiny Samařska.
Obec se nachází 17 kilometrů od břehu Středozemního moře, cca 28 kilometrů severovýchodně od centra Tel Avivu a cca 63 kilometrů jižně od centra Haify. Cur Natan obývají Židé, přičemž osídlení v tomto regionu je etnicky převážně arabské. Na jihu sice k mošavu přiléhá židovské město Kochav Jair, na sever a západ od vesnice ovšem začíná část pásu měst a vesnic obývaných izraelskými Araby - takzvaný Trojúhelník. Nejblíže je to město Tajbe 2 kilometry odtud. Mošav leží přímo na Zelené linii, za ní pak 5 kilometrů jihozápadním směrem leží velké palestinské arabské město Kalkílija. Východně od Cur Natan ovšem do Západního břehu Jordánu vniká blok s židovskou osadou Sal'it. Arabské části Západního břehu byly počátkem 21. století odděleny od vlastního Izraele pomocí bezpečnostní bariéry.
Cur Natan je na dopravní síť napojen pomocí místní silnice číslo 5533, která ústí západně od mošavu do silnice číslo 444. Západně od vesnice pak rovněž probíhá severojižním směrem dálnice číslo 6 (takzvaná Transizraelská dálnice).

## Dějiny
Cur Natan byl založen v roce 1970. Už roku 1966 zde ale vzniklo polovojenské sídlo typu Nachal (tehdy šlo o pohraniční pásmo mezi Izraelem a Jordánskem), které bylo roku 1970 proměněno na ryze civilní osadu obývanou stoupenci hnutí Betar.
Správní území mošavu dosahuje 2100 dunamů (2,1 kilometru čtverečního). Místní ekonomika je založena na zemědělství (pěstování citrusů, polních plodin a chov drůbeže). Na východním okraji obce se rozkládá lokalita Churvat Dardar (חורבת דרדר) - arabsky Chirbet al-Mudachdara, která obsahuje stavební pozůstatky pevnosti z křižáckého nebo mamlúckého období.

## Demografie
Podle údajů z roku 2014 tvořili naprostou většinu obyvatel v Cur Natan Židé (včetně statistické kategorie "ostatní", která zahrnuje nearabské obyvatele židovského původu ale bez formální příslušnosti k židovskému náboženství).
Jde o menší sídlo vesnického typu s dlouhodobě rostoucí populací. K 31. prosinci 2014 zde žilo 303 lidí. Během roku 2014 populace stoupla o 4,1 %.
| Rok            | 1972 | 1983 | 1995 | 2001 | 2003 | 2004 | 2005 | 2006 | 2007 | 2008 | 2009 | 2010 | 2011 | 2012 | 2013 | 2014 |
| -------------- | ---- | ---- | ---- | ---- | ---- | ---- | ---- | ---- | ---- | ---- | ---- | ---- | ---- | ---- | ---- | ---- |
| Počet obyvatel | 62   | 171  | 217  | 219  | 223  | 224  | 228  | 237  | 242  | 250  | 242  | 235  | 263  | 284  | 291  | 303  |